# Kiili
Kiili (dříve Veneküla) je městys v estonském kraji Harjumaa, samosprávně patřící do obce Kiili, jejímž je administrativním centrem.